# 劉孝婦
刘孝妇，明朝女性人物，新乐（今河北省新乐市）人韩太初妻。
韩太初在元朝时为知印。洪武初年，按例迁徙到和州，带着全家同行。刘氏事奉婆婆恭谨，婆婆路上得病，她刺血和药给她服用。抵达和州，韩太初死了，刘氏种蔬菜供养婆婆吃。二年后，婆婆患风疾不能动弹，刘孝妇昼夜侍奉汤药，驱赶蚊蝇不离身侧。婆婆身体腐烂，蛆虫生于席间，她咬掉蛆虫，蛆不再生。婆婆病重，她割肉让婆婆吃，稍稍苏醒，一个月后去世，棺木停在屋舍之侧。想要回葬公公的墓旁，没有能力举丧，哀号五年。明太祖听说后，遣宦官赐衣一袭、钞二十锭，命有司帮助她还家安葬，旌表她的家门，免除徭役。